# Симоненко, Николай Иванович (Герой Советского Союза)
Николай Иванович Симоненко (1917—1985) — майор Рабоче-крестьянской Красной Армии, участник Великой Отечественной войны, Герой Советского Союза (1944).

## Биография
Родился в 1917 году в селе Новое Гряково (ныне — Чутовский район Полтавской области Украины). После окончания Харьковского автотранспортного техникума работал механиком. В 1937 году был призван на службу в Рабоче-крестьянскую Красную Армию. Окончил Харьковское военно-политическое училище. С начала Великой Отечественной войны — на её фронтах. В боях два раза был ранен.
К сентябрю 1943 года старший лейтенант Николай Симоненко был заместителем по строевой части командира 1-го мотострелкового батальона 69-й механизированной бригады 9-го механизированного корпуса 3-й гвардейской танковой армии Воронежского фронта. Отличился во время битвы за Днепр. В ночь с 21 на 22 сентября 1943 года батальон под командованием Николая Симоненко переправился через Днепр и принял активное участие в боях за захват и удержание Букринского плацдарма. 24-25 сентября 1943 года неоднократно лично поднимал бойцов батальона в атаки, в которых было уничтожено 2 танка, 2 автомашины, 1 БТР, более 400 солдат и офицеров противника, штурмом взята высота 216,8. 19 декабря 1943 года получил тяжёлое ранение.
Представлен к званию Героя Советского Союза за «мужество и героизм, проявленные при форсировании Днепра и удержании плацдарма на его правом берегу». Указом Президиума Верховного Совета СССР «О присвоении звания Героя Советского Союза генералам, офицерскому, сержантскому и рядовому составу Красной Армии» от 10 января 1944 года за «образцовое выполнение боевых заданий командования на фронте борьбы с немецко-фашистскими захватчиками и проявленные при этом отвагу и геройство» был удостоен звания Героя Советского Союза с вручением ордена Ленина и медали «Золотая Звезда» за номером 3882.
После окончания войны был уволен в запас в звании майора. Проживал и работал в Карловке. Умер 11 октября 1985 года.
Был также награждён орденом Красного Знамени, двумя орденами Отечественной войны 1-й степени, орденом Красной Звезды и рядом медалей.